# 本多夫 (上莱茵省)
本多夫（法語：Bendorf，法語發音：[bɛndɔʁf] ⓘ）是法国上莱茵省的一个市镇，属于阿尔特基什区。

## 地理
本多夫（47°29'15"N, 7°16'54"E）面积7.55 平方千米，位于法国大東部大區上莱茵省，该省份为法国东部内陆省份，是阿尔萨斯的一部分，今与下莱茵省组成了阿尔萨斯欧洲集体，其北临下莱茵省，西接孚日省，西南接贝尔福地区省，东侧沿莱茵河与德国相望，南与瑞士接壤。
与本多夫接壤的市镇（或旧市镇、城区）包括：旧费雷特、费雷特、利格斯多夫、温克尔、迪林斯多夫、克斯特拉赫、默尔纳克。
本多夫的时区为UTC+01:00、UTC+02:00（夏令时）。

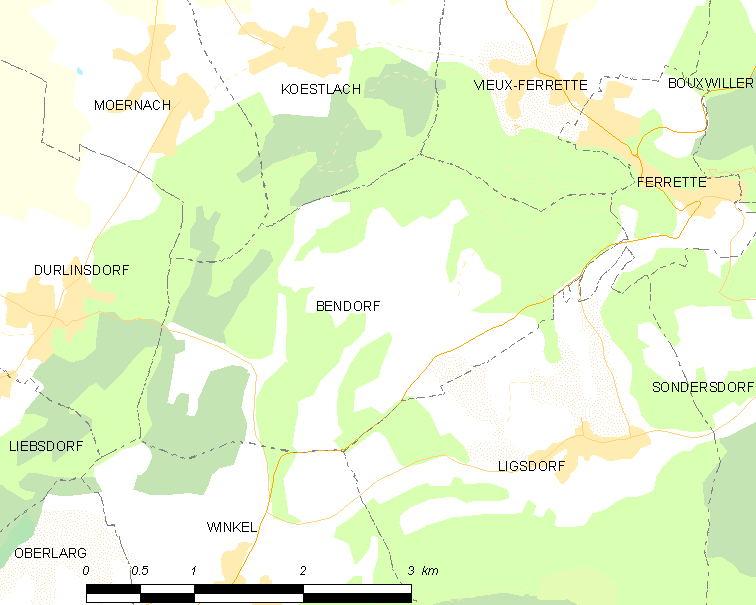
本多夫的OSM定位图

## 行政
本多夫的邮政编码为68480，INSEE市镇编码为68025。

## 政治
本多夫所属的省级选区为阿尔特基什县。

## 人口

1962-2008年间本多夫人口变化图示

本多夫于2022年1月1日时的人口数量为251人。